# 5분 여행기, 구석구석 코리아
5분 여행기, 구석구석 코리아는 KBS 한민족방송(AM 972, 6015, 1170㎑)에서 방송되는 여행 관련 라디오 프로그램이다.
진행자는 송일봉 여행 작가이며, 생방송은 매일 새벽 1시부터 새벽 1시 5분까지, 재방송은 매일 아침 8시부터 아침 8시 5분까지, 재방송은 매일 오후 4시 5분부터 오후 4시 10분까지, 그리고 KBS 3라디오(수도권 FM 104.9㎒, AM 1134㎑)에서 본방송은 매일 아침 7시 54분부터 아침 7시 59분까지, 재방송은 매일 밤 8시 54분부터 밤 8시 59분까지 그리고, KBS 1라디오(전국, 수도권 기준 FM 97.3MHz, AM 711kHz)에서 재방송은 주말 새벽 2시 50분부터 새벽 2시 55분까지이다. 단, 이 프로그램은 모두 전국방송이다.